# Cirrus Minor
Cirrus Minor és una cançó del grup britànic Pink Floyd. És la primera cançó de l'àlbum More de 1969, cançó que posteriorment també va ser editada dins l'àlbum recopilatori Relics.

## Composició i enregistrament
La cançó té 5 minuts i 15 segons de durada. Va ser escrita per Roger Waters i interpretada per David Gilmour en veu i guitarra i Richard Wright a l'orgue. La cançó té una al·lucinògena qualitat pastoral, amb un so d'orgue prominent i els efectes de sons d'aus, com els que aquest mateix any va aparèixer a la pista de l'àlbum  Ummagumma  "Grantchester Meadows". També es va incloure en l'àlbum de compilació de Pink Floyd Relics. Aquesta cançó no té percussions, el que crea un sentiment alguna cosa inusual. La coda de l'orgue Hammond i Farfisa és similar a la trobada en la secció "Celestial Voices" de la cançó "A Saucerful of Secrets". Mentre que el Hammond proporciona una base senyorial, amb una seqüència d'Em-Bm-DAGDB, aproximadament a 1/4 de camí en la coda, Wright, que introdueix el Farfisa, executa a través d'un  Binson Echorec un efecte sonor que produeix el tremolós so oscil·lant, amb ressò que plana sobre el Hammond.
El cant dels ocells de l'inici és d'un enregistrament de 1961 titulada "Dawn Chorus" i l'au que acompanya a l'òrgan és un rossinyol, també de 1961. Ambdós enregistraments van ser inclosos en un àlbum d'efectes de so de HMV (juntament amb enregistraments de mussols) però probablement la banda solament va prendre prestats els originals de la biblioteca d'efectes de so d'EMI, ja que EMI va adquirir a HMV.

## Músics
- David Gilmour – guitarra acústica, veu
- Richard Wright – teclats Hammond Farfisa
- Roger Waters - guitarra, veu, efectes sonors

## Versions
"Cirrus Minor" va ser versionada per l'artista francesa Étienne Daho en el seu àlbum de 2007, L'Invitation.